# 尺 (天文)
尺是中国古代的天文测量中目视测天的计量单位，1尺=1度，常用来表述天体的大小或天体之间的角距离。此单位产生的原因是人们在观测时假设天体都投影在假想的天球上，后者半径约为13米；而中国古代一尺约为23厘米，于是有：
{\displaystyle {\rm {{arctan}({\frac {0.23}{13}})=0.0177{\rm {{rad}=1.01^{\circ }}}}}}